# 맥 매팅리
맥 프랜시스 매팅리(Mack Francis Mattingly, 1931년 1월 7일 ~ )는 미국의 정치인이다.

## 학력
- 인디애나 대학교 블루밍턴 이학사

## 경력
- 1975 ~ 1977 조지아 공화당 의장
- 1981.01 ~ 1987.01 제97·98·99대 미국 조지아 연방상원의원
- 1992.09 ~ 1993.03 제8대 세이셸 주재 미국 대사

## 역대 선거 결과
| 선거명        | 직책명                      | 대수  | 정당   | 득표율 | 득표수    | 결과 | 당락                   |
| ------------- | --------------------------- | ----- | ------ | ------ | --------- | ---- | ---------------------- |
| 1966년 선거   | 하원의원 (조지아 제8선거구) | 90대  | 공화당 | 22.99% | 17,926표  | 2위  | 낙선                   |
| 1980년 선거   | 상원의원 (조지아 제3부)     | 97대  | 공화당 | 50.87% | 803,686표 | 1위  | 조지아주 상원의원 당선 |
| 1986년 선거   | 상원의원 (조지아 제3부)     | 100대 | 공화당 | 49.08% | 601,241표 | 2위  | 낙선                   |
| 2000년 재선거 | 상원의원 (조지아 제3부)     | 106대 | 공화당 | 37.90% | 920,478표 | 2위  | 낙선                   |